# Corb reig
El reig, el corb reig, el corball, el corball blanc, la corballina o corbina, malgrat que algú considera inapropiada aquesta darrera denominació. (Argyrosomus regius) és una espècie de peix de la família dels esciènids i de l'ordre dels perciformes.

## Morfologia

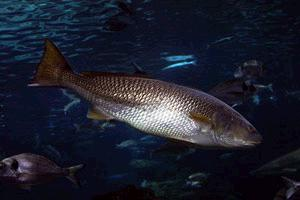
Corb reig

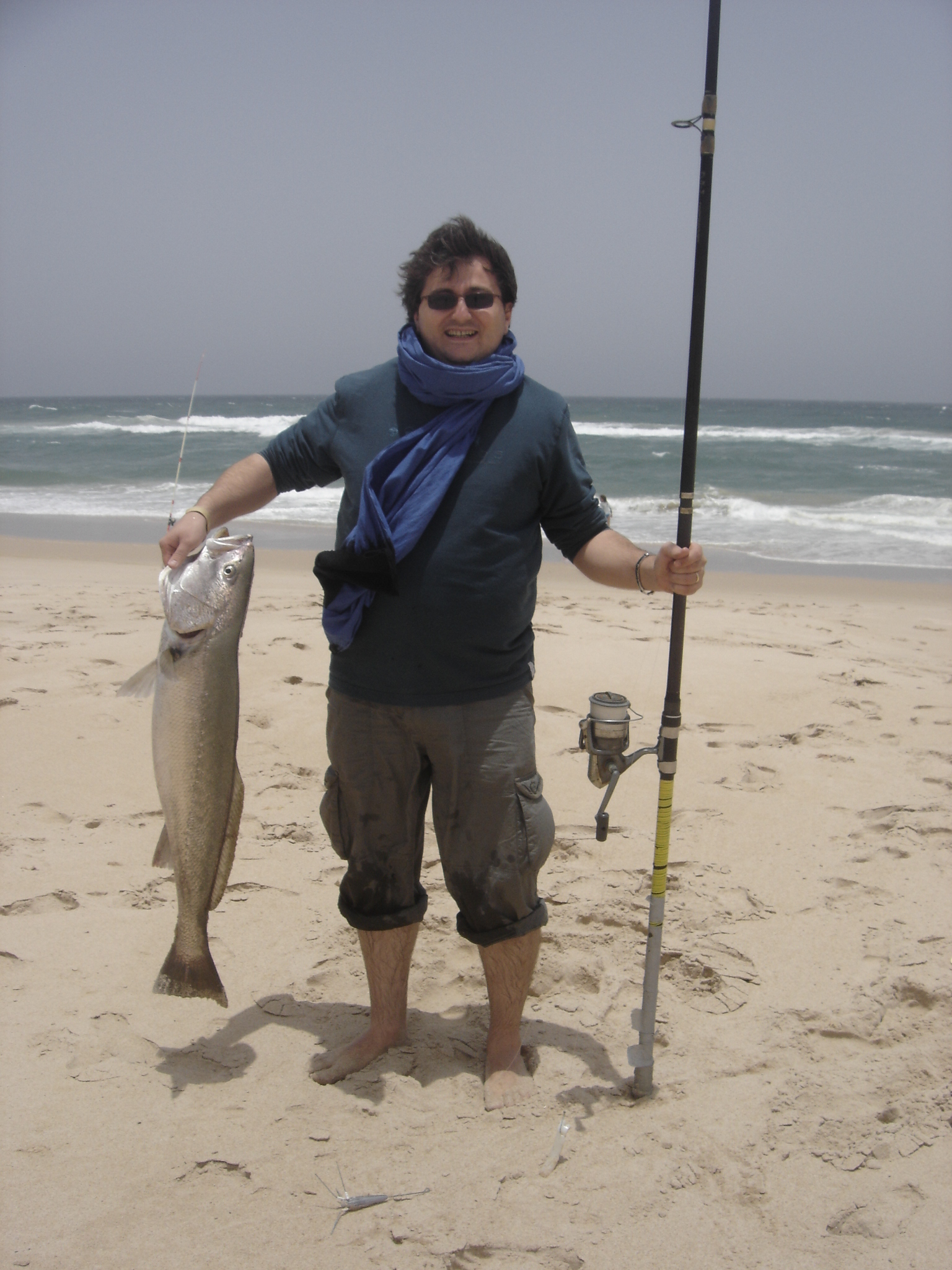
Exemplar capturat a Dakhla (el Sàhara Occidental).

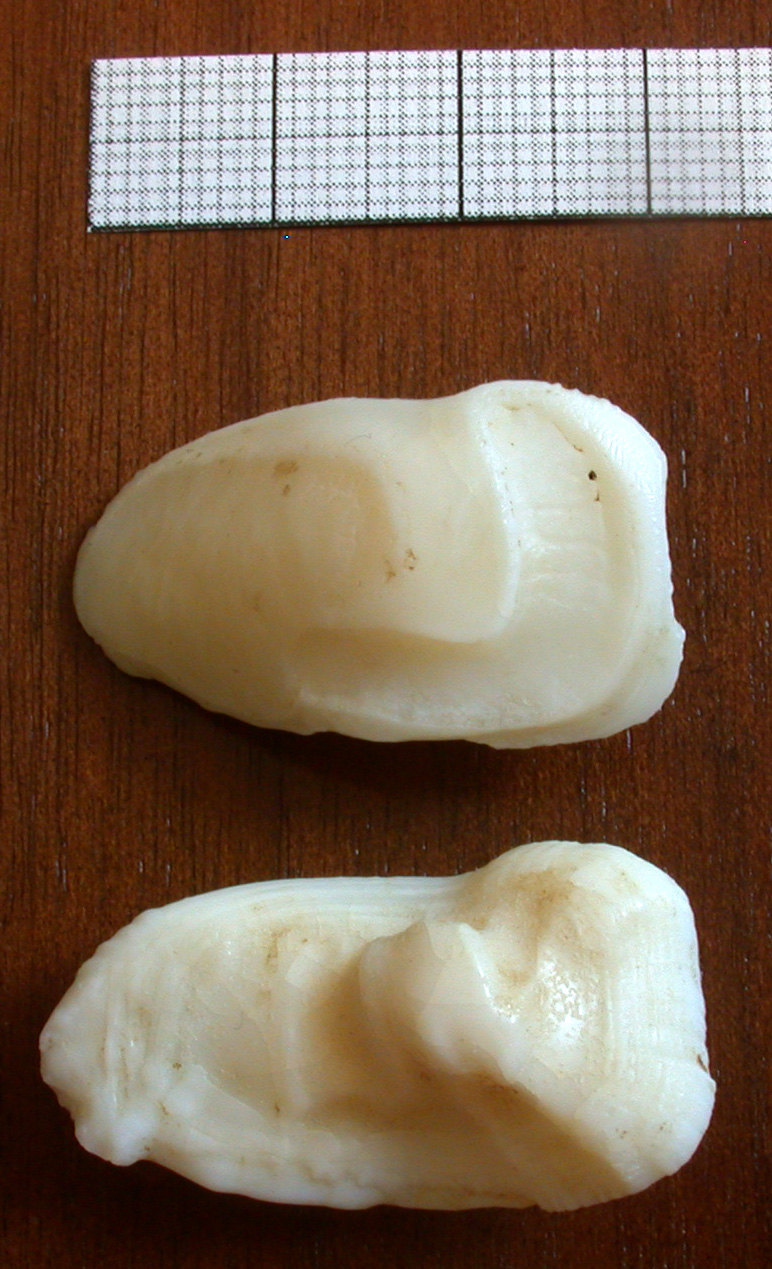
Otòlits de corb reig

Els mascles poden assolir 230 cm de longitud total i 103 kg de pes. La segona aleta dorsal és dues vegades tan llarga com la primera.

## Ecologia
És un peix de clima subtropical i bentopelàgic que viu entre 15-300 m de fondària.

Es troba a l'Atlàntic oriental: des de Noruega fins a Gibraltar i la República del Congo, incloent-hi la Mediterrània i la mar Negra. Ha colonitzat el Mar Roig a través del Canal de Suez.
Menja peixos (encalça clupeids i mugílids) i crustacis.

L'aparellament ocorre a la primavera i l'estiu.
És inofensiu per als humans.